# Щербатюк Роман Валерійович
Роман Валерійович Щербатюк (нар. 26.06.1997) — український кікбоксер.

## Життєпис
Навчався у черкаській ЗОШ № 7.
Закінчив ННІ фізичної культури спорту і здоров'я Черкаського національного університету імені Богдана Хмельницького.
Займався у черкаській комплексній дитячо-юнацькій спортивній школі «Вулкан» під керівництвом Юрія Зубова.
З початку російського вторгнення в Україну в 2022 році став до лав Черкаської ТРО. Наприкінці квітня 2022 року брав участь в обороні Попасної на Луганщині.

## Спортивні досягення
- Золото — Чемпіонат України з кікбоксингу WAKO 2017, 2018[3], 2019, 2020, 2021
- Золото —Чемпіонат світу з кікбоксингу WAKO 2017
- Золото —Кубок світу з кікбоксингу WAKO 2019,2020,2022 (м.Будапешт, Угорщина)
- Золото —Кубок світу Best fighter з кікбоксингу WAKO (м. Ріміні, Італія)
- Бронза — Чемпіонат світу з кікбоксингу WAKO 2021
- Бронза — Кубок світу з кікбоксингу WAKO 2021
- Бронза — Кубок Європи з кікбоксингу WAKO 2021[4]
- Бронза — Всесвітні ігри 2022, кікбоксинг WAKO, вага понад 91 кг
- Золото —Кубок світу з кікбоксингу WAKO 2023 (м.Будапешт, Угорщина)
- Золото —Чемпіонат світу з кікбоксингу WAKO 2023 (м. Альбуфейра, Португалія)
- Золото — Всесвітні ігри 2025, кікбоксинг WAKO, вага понад 91 кг[5].

## Нагороди
- Медаль «За працю і звитягу» (12.08.2022) — за значні заслуги у зміцненні Української державності, мужність і самовідданість, виявлені у захисті суверенітету та територіальної цілісності України, вагомий особистий внесок у розвиток різних сфер суспільного життя, відстоювання національних інтересів нашої держави і з нагоди Дня молоді.[6]